# Micropsectra dives
Micropsectra dives е насекомо от разред Двукрили (Diptera), семейство Хирономидни (Chironomidae).